# Abschnittsbefestigung Schanze (Nittenau)

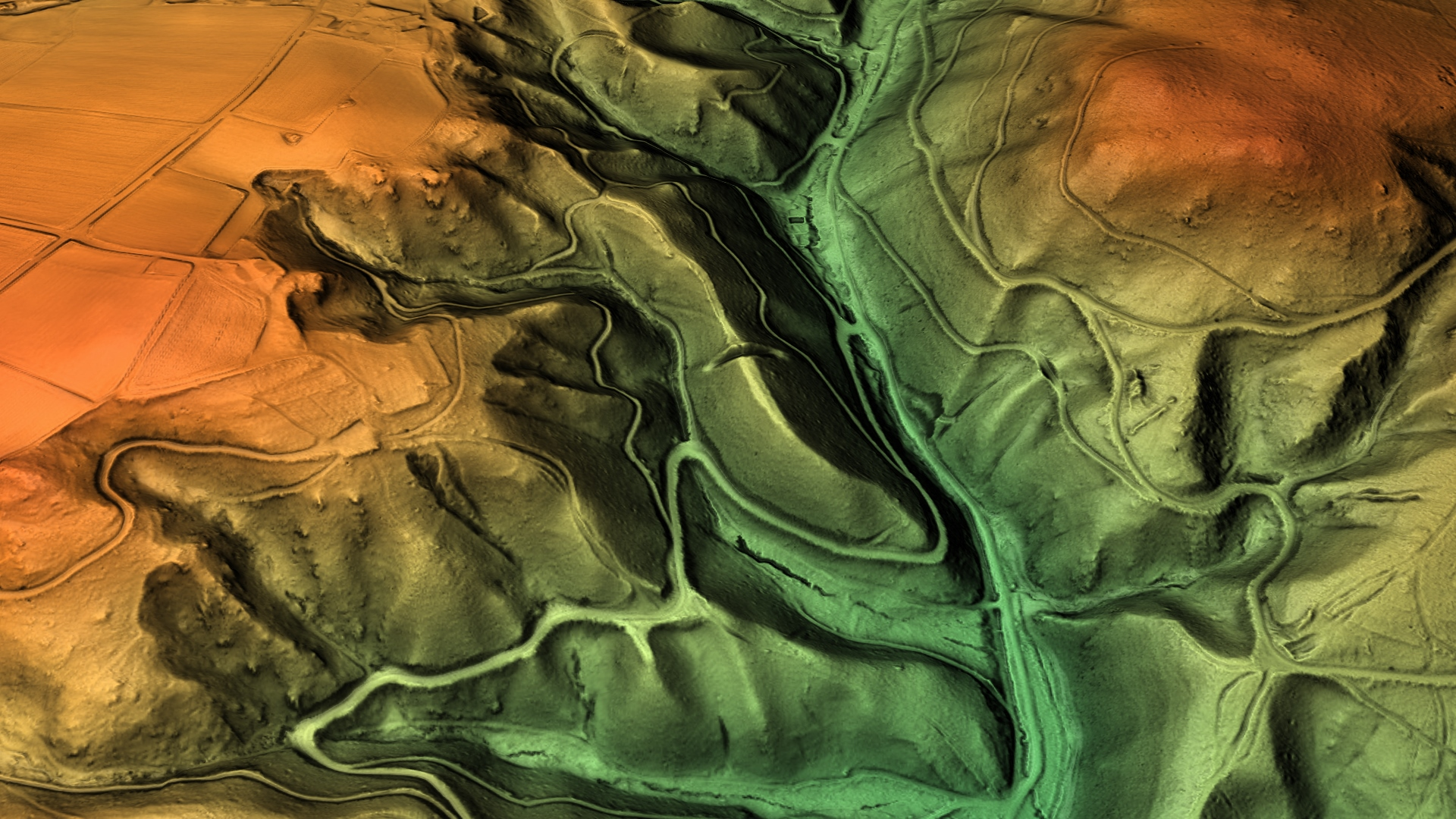
3D-Ansicht des digitalen Geländemodells

Die Abschnittsbefestigung Schanze liegt im Gemeindeteil Fischbach der Oberpfälzer Stadt Nittenau im Landkreis Schwandorf von Bayern. Die Anlage liegt 1000 m südsüdöstlich von Fischbach in der Privatwaldabteilung Schanze und wird als Bodendenkmal unter der Aktennummer D-3-6739-0011 als „Abschnittsbefestigung vor- und frühgeschichtlicher Zeitstellung“ geführt. 

## Beschreibung
Die Abschnittsbefestigung liegt auf einem schmalen und steilen Bergrücken zwischen dem Dellerbach und einem westlichen Zufluss. Südlich eines leichten Sattels liegt ein etwa 5 m tiefer Halsgraben. Der abgeschnittene Bergkamm ist etwa 80 m lang und 13 m breit.